# Hunaracerta

Armênia em 150. Gogarena situa-se ao norte

Hunaracerta (em armênio: Հնարակերտ, Hunarakert), Henaracerta (Հունարակերտ, Hnarakert), Hunani (em georgiano: ხუნანი; romaniz.: Xunani, Mtkuaris-c'ixe), Hunã (em árabe: Ḫunan) ou Quiz-Cala (em árabe: Qiz-Qala), segundo a Geografia de Ananias de Siracena (século VII), foi um gavar (cantão) da província de Gogarena.

## História
Recebeu seu nome da fortaleza de Hunaracerta, em Zorofora. Pertencia ao Reino da Armênia, onde fazia parte de Gogarena e tinha 275 quilômetros quadrados. Depois, foi incorporado na região da Baixa Ibéria e pertenceu ao Ducado de Gardabani ou Hunani (assim batizado em sua homenagem), no vale do rio Algueti. No século VI, era uma das cinco sés episcopais da Ibéria.